# Enzo Coloni
Enzo Coloni (* 17. Oktober 1946 in Tuoro sul Trasimeno) ist ein ehemaliger italienischer Automobilrennfahrer und Rennstallbesitzer. Er ist Gründer und Mitinhaber des Teams Scuderia Coloni, das seit 1982 im Formel-Sport aktiv ist und bis 2012 in der GP2-Serie antrat. Aufgrund seiner Zähigkeit erhielt Enzo Coloni den Beinamen „Lupo“ (Wolf). Seit 1982 verwendet Coloni einen stilisierten Wolf für die Logos seines Teams.

## Rennfahrer
Enzo Coloni begann 1973, Automobilrennen zu fahren. Er begann in der Formel 850, einer italienischen Nachwuchsklasse, in der technische Komponenten des Fiat 850 verwendet wurden.
Später beteiligte er sich an der italienischen Formel-Ford-2000-Meisterschaft, in der er 1977 Zweiter wurde.
Ab 1977 nahm Enzo Coloni an der italienischen Formel-3-Meisterschaft teil. Diese Serie sollte für viele Jahre zu seinem zentralen Tätigkeitsfeld als Fahrer und später auch als Teamchef werden.
Die ersten Rennen in dieser Serie fuhr Coloni mit einem March 743, der von einem Fiat-Motor angetrieben wurde. 1978 setzte Coloni als einziger Fahrer der Serie einen Argo JM 1 ein, der von einem Toyota-Motor angetrieben wurde. Coloni beendete die Saison mit 28 Punkten auf Rang sechs der Fahrerwertung.
1979 und 1980 fuhr Coloni einen March 783 mit Toyota-Motor. In der Saison 1979 erreichte er 13 Meisterschaftspunkte und nahm Rang neun der Fahrerwertung ein. Im darauf folgenden Jahr verbesserte sich Coloni erheblich. Er erreichte seinen ersten Sieg und wurde mit 34 Punkten Vizemeister der italienischen Formel 3. Colonis Rückstand auf Guido Pardini, den Meister des Jahres 1980, betrug nur zwei Punkte.
Die Saison 1981 bestritt Coloni zeitweise mit einem Ralt RT3, später wechselte er auf einen neuen March 813, der von einem Alfa-Romeo-Motor angetrieben wurde. Enzo Coloni wurde mit 40 Punkten Vierter der Meisterschaft.
1982 war Enzo Colonis letzte Saison als aktiver Fahrer. Er bestritt sie mit seinem eigenen Team, das er im Januar 1982 gegründet hatte und das in der umbrischen Gemeinde Passignano sul Trasimeno ansässig war. Das Team erhielt die Bezeichnung Enzo Coloni Racing Car Systems. Mit diesem Team, das überwiegend den aus dem Vorjahr bekannten March 813 einsetzte, wurde Enzo Coloni im Alter von 36 italienischer Formel-3-Meister.
Enzo Coloni bestritt zudem zwei Rennen in der Formel-2-Europameisterschaft: 1980 fuhr er für San Remo Racing beim Gran Premio del Mediterraneo auf dem Autodromo di Pergusa im sizilianischen Enna einen zwei Jahre alten March; nach 24 Runden fiel er mit Motorenschaden aus. 1983 fuhr er an gleicher Stelle für das Team von Giancarlo Minardi einen Minardi M283 mit BMW-Motor; Coloni beendete das Rennen als Achter.
1983 hatte Coloni die Möglichkeit, von Arrows ein Cockpit für einige Formel-1-Rennen zu bekommen; sein Einsatz scheiterte aber, weil Coloni das geforderte Budget nicht bereitstellen konnte.

## Rennstallbesitzer

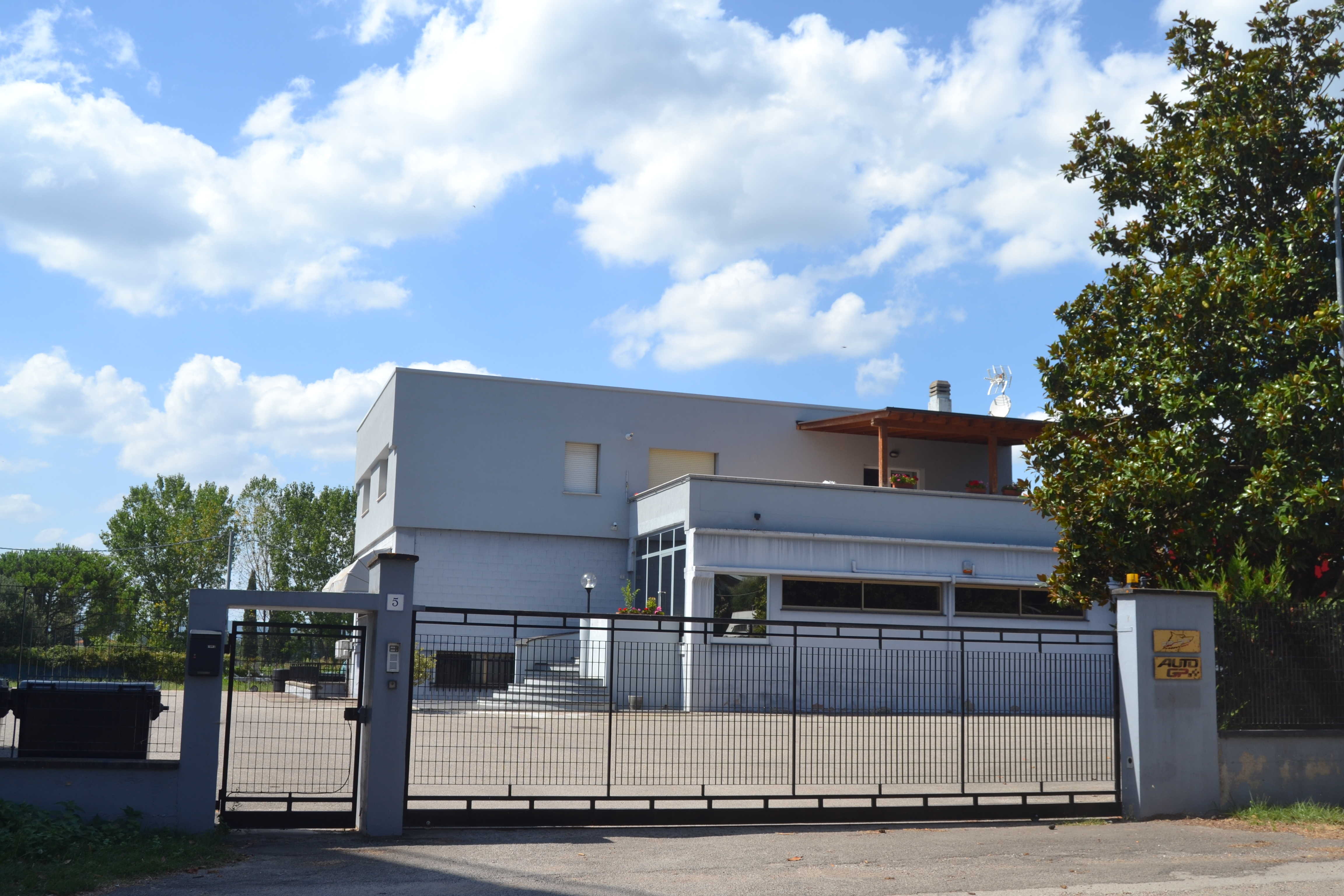
Sitz des von Enzo Coloni gegründeten Rennstalls in Passignano sul Trasimeno (2016)

Ab 1983 konzentrierte sich Enzo Coloni auf die Leitung seines Rennstalls. Dabei erreichte er einige Erfolge. 1983, 1984 und 1986 gewannen Colonis Fahrer Alessandro Santin, Ivan Capelli und Nicola Larini jeweils die italienische Formel-3-Meisterschaft.
1986 beteiligte sich Coloni zudem an der Internationalen Formel-3000-Meisterschaft. Colonis Fahrer Gabriele Tarquini erzielte hier mit einem veralteten March 85B sieben Meisterschaftspunkte und schloss die Saison als Zehnter der Fahrerwertung ab.
Zwischen 1987 und 1991 engagierte sich Enzo Colonis Rennstall in der Formel 1. In dieser Serie konnte das Team nicht an die bisherigen Erfolge anknüpfen. Die Rennergebnisse waren enttäuschend: Coloni meldete sich zu 82 Rennen, konnte sich aber nur für 14 Rennen qualifizieren und erreichte lediglich vier Zielankünfte, die jeweils außerhalb der Punkteränge lagen. Enzo Coloni erklärte später, dass die Jahre in der Formel 1 die einzige Zeit gewesen sei, in dem ihm das Wasser finanziell bis zum Hals gestanden habe.
Ab 1992 konzentrierte sich Enzo Colonis Team, das nunmehr Coloni Motorsport hieß, wieder auf die italienische Formel-3-Meisterschaft. Enzo Colonis 1969 geborener Sohn Paolo, der anfangs als Fahrer für Coloni aktiv war, übernahm mit der Zeit die Leitung des familiären Rennstalls. Ab 1997 kehrte Coloni Motorsport in die Internationale Formel-3000-Meisterschaft zurück. Das Team wurde in den folgenden Jahren zu einer festen Größe in dieser Klasse und fuhr zu Beginn des neuen Jahrtausends eine Reihe von Siegen ein. Ab 2005 nahm Coloni Motorsport an der GP2-Serie teil, zeitweise in Zusammenarbeit mit dem Formel-1-Piloten Giancarlo Fisichella. Trotz einiger Siege in der GP2-Serie blieben dem Team große Erfolge und Titelgewinne verwehrt.

## Auto GP World Series
Von 2006 bis 2016 organisierten Enzo und Paolo Coloni die Auto GP World Series.

## Statistik

### Einzelergebnisse in der Sportwagen-Weltmeisterschaft
| Saison | Team             | Rennwagen  | 1   | 2   | 3   | 4   | 5   | 6   | 7   | 8   | 9   | 10  | 11  | 12  | 13  | 14  | 15  | 16  | 17  |
| ------ | ---------------- | ---------- | --- | --- | --- | --- | --- | --- | --- | --- | --- | --- | --- | --- | --- | --- | --- | --- | --- |
| 1979   | Gerardo Vatielli | Osella PA6 | DAY | SEB | MUG | TAL | DIJ | RIV | SIL | NÜR | LEM | PER | DAY | WAT | SPA | BRH | ROA | VAL | ELS |
| 1979   | Gerardo Vatielli | Osella PA6 |     |     |     |     |     |     |     |     |     |     |     |     | 2   |     |     |     |     |